# Crassula obtusa
Crassula obtusa är en fetbladsväxtart som beskrevs av Adrian Hardy Haworth. Crassula obtusa ingår i släktet krassulor, och familjen fetbladsväxter. Inga underarter finns listade i Catalogue of Life.